# Upplands runinskrifter 99

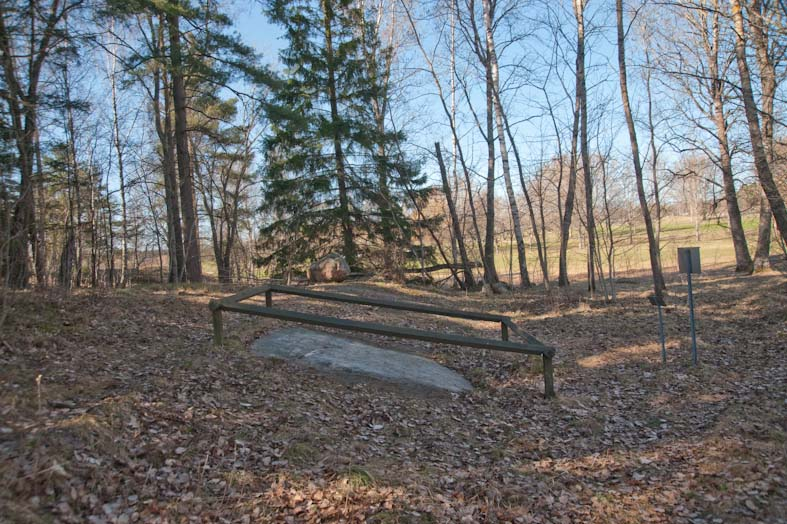
U 99 i Skillinge.

Upplands runinskrifter 99 är en vikingatida runristning på en berghäll i Skillinge, Sollentuna socken och Sollentuna kommun, drygt en halv kilometer väster om Sollentuna kyrka. Runristningens yta är cirka 2,25-1,25 meter. Runhöjden är 5,5-10 centimeter. Ristningen är väl huggen och tydlig. Den var bortglömd under ett par hundra år och var då täckt med jord och mossa.

## Inskriften
Translitterering av runraden:
afari × auk × þurkisl × litu × rista × runa × iftir × aursa × faþur sin × auk × iftir × uifara × bruþur sin ×
Normalisering till runsvenska:
Atfari ok Þorgisl letu rista runaʀ æftiʀ Horsa, faður sinn, ok æftiʀ Viðfara, broður sinn.
Översättning till nusvenska:
Atfare och Torgils läto rista runorna efter Horse, sin fader, och efter Vidfare, sin broder.